# Platja d'El Portiello
La Platja de El Portiello, és una pedregal situat en la parròquia de Berbes, en el concejo de Ribadesella, Astúries. S'emmarca a les platges de la Costa Verda Asturiana i és considerada paisatge protegit, des del punt de vista mediambiental. Per aquest motiu està integrada, segons informació del Ministeri d'Agricultura, Alimentació i Medi ambient, en el Paisatge Protegit de la Costa Oriental d'Astúries.

## Descripció
La platja de El Portiello, igual que passa amb les platges de  Aberdil,  Tereñes i en menor mesura  Arra, és realment un pedrer; presenta forma triangular amb un grau de perillositat mitjà, no estant recomanada per al bany, malgrat el seu atractiu com a zona de pesca submarina i recreativa.
Cal destacar-hi la presència d'una desembocadura fluvial i de restes d'un antic safareig de mineral, la qual cosa pot ser degut a la proximitat a les mines de Berbes. La parròquia riosellana de Berbes està fortament lligada la fluorita que s'extreia a les mines Ana i Argüelles, actualment tancades.
Va existir un projecte per a la transformació del pedrer del Portiellu, en una àrea recreativa però va quedar estancada.
Aquesta platja no ofereix cap mena de servei.